# Cyphomyrmex nesiotus
Cyphomyrmex nesiotus é uma espécie de inseto do gênero Cyphomyrmex, pertencente à família Formicidae.